# Vodní pila (Penikov)
Vodní pila v Penikově je dochována vodní pila v obci Stoječín v Českém Rudolci v okrese Jindřichův Hradec. Jedná se o stavbu, která je jediným dochovaným exemplářem vodní pily i s původním zařízením. Zdrojem vody pro pohon pilnice je rybník, pod jehož hrází je pila. U pily stojí bývalý mlýn. Památkově chráněna je od roku 1958 a 1. října 2014 byla prohlášena za národní kulturní památku.

## Historie
Pila pochází z počátku 17. století a zakreslena byla už i v Josefínském mapování roku 1766. Současné vnitřní vybavení pily je mladší a je datováno z roku 1865. Voda rybníka poháněla pilu a mlýn pravidelně až do doby po druhé světové války. Mlýn se zastavil v 50. letech 20. století a pila byla využívána příležitostně až do začátku 70. let. Mlýn byl přestavěn na rekreační objekt a při úpravách zaniklo veškeré vnitřní i vnější vybavení mlýna včetně náhonu a kola. Při zrušení pochůzné lávky zaniklo i původní spojení mlýna s pilou. Před likvidací ji pravděpodobně pomohlo uchránit za prohlášení za kulturní památku, avšak podstatného zájmu a následné opravy se pila dočkala až v letech 2001 až 2005.

## Stavební podoba
Tato stavba je bedněna s trámovou konstrukcí a má obdélníkový půdorys. Přízemní část je zděná a částečně zapuštěná do náběhu hráze rybníka. Hlavním strojem je svislá rámová pila celodřevěné konstrukce. Výřezy se z cesty na hrázi rybníka nakulují vraty ve stěně budovy na vozík rámové pily. Na vozíku se výřez upevní a i s vozíkem prochází rámem pily. Jediný list pily odřízne jeden kus řeziva. Po dokončení řezu se vozík ručně nebo samočinně navrací do výchozí polohy. Kus řeziva se odebere, výřez uvolní, bočně posune o tloušťku následného kusu řeziva, znovu upne a v řezání lze pokračovat. Řezivo je ručně vynášeno vstupními vraty ven a připravováno na odvoz.